# Outsider (miniserie)
Outsider (titlu original The Outsider) este o miniserie americană polițistă horror bazată pe romanul cu același nume de Stephen King. A fost comandat ca serial TV la 3 decembrie 2018, după ce anterior s-a hotărât realizarea unei miniserii de către Media Rights Capital în iunie 2018. A avut premiera pe HBO la 12 ianuarie 2020.

## Premiză
Poliția din statul american Georgia se confruntă cu câteva crime în care există probe credibile că suspecții se află și la locul crimei și la sute de kilometri distanță în același timp.

### El Cuco
Investigatoarea Cynthia Erivo  (în roman, Holly Gibney) - care bănuiește că lucrul care ucide copii nu este om - este cea care crede că are de-a face cu El Cuco care se hrănește cu copii mici și cu suferințele pe care le provoacă familiei. 
În versiunea lui El Cuco din romanul The Outsider  forma sa adevărată este descrisă ca fiind un corp din viermi care poate lua ADN-ul unei persoane și se poate transforma în ele - spre deosebire de formele din folclor: un dragon, cap de dovleac sau aligator-femeie.

## Distribuție

### Roluri principale
- Ben Mendelsohn ca Det. Ralph Anderson
- Bill Camp ca Howard Salomon
- Jeremy Bobb ca Alec Pelley
- Julianne Nicholson ca Gloria Maitland
- Mare Winningham ca Jeannie Anderson
- Paddy Considine - Claude Bolton
- Yul Vazquez ca Yunis Sablo
- Jason Bateman  ca Terry Maitland
- Marc Menchaca ca Jack Hoskins
- Cynthia Erivo ca Holly Gibney 
  - Personajul era alb în lucrarea inițială, dar este negru în această adaptare. Price a declarat că acest lucru se datorează faptului că Bateman își dorea un rol pentru Erivo în serie și că Price considera inițial personajul ca fiind un american lituanian alb. [6]

### Secundare
- Max Beesley ca Seale Bolton
- Derek Cecil ca Andy Katcavage
- Vara Fontana ca Maya Maitland
- Scarlett Blum ca Jessa Maitland
- Frank Deal ca Fred Peterson
- Dayna Beilenson ca Mildred Patterson
- Hettienne Park ca Tamika Collins
- Michael Esper ca Kenneth Hayes
- Claire Bronson ca Joy Peterson
- Michael H. Cole ca Herbert Parker
- Marc Fajardo ca Myron Lazar
- Margo Moorer ca Libby Stanhope
- Duncan E. Clark ca Frankie Peterson
- Joshua Whichard ca Ollie Peterson

## Producție
Miniseria a fost anunțată în iunie 2018, Richard Price fiind angajat pentru a adapta romanul lui Stephen King .  HBO a comandat oficial seria în decembrie, iar Ben Mendelsohn a avut rolul de producător. Producătorul executiv Jason Bateman joacă în serie. 
În ianuarie 2019, distribuția principală a fost stabilită, având în vedere adăugarea lui Cynthia Erivo, Bill Camp, Mare Winningham, Paddy Considine, Julianne Nicholson, Yul Vazquez, Jeremy Bobb și Marc Menchaca. Hettienne Park și Michael Esper apar în roluri secundare. 

## Episoade
| Nr. | Titlu                               | Regizat de           | Teleplay by          | Data difuzării    | U.S. telespectatori (milioane) |
| --- | ----------------------------------- | -------------------- | -------------------- | ----------------- | ------------------------------ |
| 1 | „Fish in a Barrel”                  | Jason Bateman        | Richard Price        | 12 ianuarie 2020  | 0.724                          |
| În Cherokee City, Georgia, cadavrul mutilat al lui Frank Peterson, un băiat tânăr, este găsit acoperit de salivă și de urme de mușcături umane. Detectivul local Ralph Anderson găsește rapid dovezi puternice care-l identifică ca făptaș pe profesorul de sport și antrenor al ligii de juniori, Terry Maitland, inclusiv mărturii ale mai multor martori și înregistrări ale camerelor de securitate. Ralph, al cărui singur fiu (acum decedat) a fost antrenat de Terry, se enervează și îl arestează public la un meci de baseball al ligii de juniori. Terry insistă asupra nevinovăției sale, iar soția sa, Glory, îl cheamă prompt pe avocatul familiei lor, Howard Salomon. Alec Pelley, un investigator privat angajat de Salomon, scoate în evidență dovezile care arată că Terry se afla la o conferință din afara orașului în momentul crimei, inclusiv imagini de la știri cu Terry vorbind în cadrul conferinței. Ambele părți (procuratura și avocatul) au dovezi extrem de decisive, dar contradictorii. Salomon este sigur că Terry va fi eliberat, dar Terry este lăsat în închisoare în așteptarea procesului. Între timp, familia Peterson se dezintegrează, mama lui Frank suferind o criză emoțională care duce la un atac de cord. O figură cu glugă, cu o față grotesc deformată, stă în afara casei familiei Maitland și Glory își găsește fiica mai mică suferind de coșmaruri aparente ale unui bărbat din camera ei care îi spune „lucruri rele”. |                                     |                      |                      |                   |                                |
| 2 | „Roanoke”                           | Jason Bateman        | Richard Price        | 12 ianuarie 2020  | 0.603                          |
| 3 | „Dark Uncle”                        | Andrew Bernstein     | Richard Price        | 19 ianuarie 2020  | 0.858                          |
| 4 | „Que Viene el Coco”                 | Andrew Bernstein     | Richard Price        | 26 ianuarie 2020  | 0.988                          |
| 5 | „Tear-Drinker”                      | Igor Martinovic      | Richard Price        | 2 februarie 2020  | 0.567                          |
| 6 | „The One About the Yiddish Vampire” | Karyn Kusama         | Jessie Nickson-Lopez | 9 februarie 2020  | 0.792                          |
| 7 | „In the Pines, In the Pines”        | Daina Reid           | Dennis Lehane        | 16 februarie 2020 |                                |
| 8 | „Foxhead”                           | J.D. Dillard         | Richard Price        | 23 februarie 2020 |                                |
| 9 | „Tigers and Bears”                  | Charlotte Brändström | Dennis Lehane        | 1 martie 2020     |                                |
| 10 | „Must/Can't”                        | Andrew Bernstein     | Richard Price        | 8 martie 2020     |                                |

Note
1. ↑  The episode was first made available on January 31, 2020, through HBO's digital platform.[12]

## Serii conexe
Personajul lui Holly Gibney a fost introdus pentru prima dată de King în trilogia de romane Bill Hodges. Acea trilogie a fost adaptată în serialul TV Mr. Mercedes, care a avut premiera pe Audience în 2017, cu Justine Lupe în rolul lui Gibney.  Showrunner-ul Richard Price a refăcut personajul într-o oarecare măsură, fără a păstra continuitatea cu seria TV Mr. Mercedes sau cu cărțile Bill Hodges (Price nu a urmărit serialul și nici nu a citit cărțile) și i-a cerut lui Stephen King să redenumească personajul, dar King a insistat la păstrarea numelui Holly Gibney. 

## Recepție

### Răspuns critic
Pe Rotten Tomatoes, seria are un rating de 80%, cu un scor mediu de 7,32 din 10 pe baza a 54 de recenzii. Consensul critic al site-ului este, „Cu toate că arderea lentă a seriei nu este întotdeauna satisfăcătoare, este urmărit cu plăcere datorită performanțelor excelente ale actorilor. Mai ales iese în evidență jocul Cynthiei Erivo“ Pe Metacritic, acesta are un scor de 69 din 100 bazat pe 28 recenzii, ceea ce indică „recenzii în general favorabile”. 

### Evaluări
| No. | Titlu                               | Premiera          | Rating (18–49) | Telespectatori (milioane) | DVR (18–49) | Spectatori DVR (milioane) | Total (18–49) | Total spectatori (milioane) |
| --- | ----------------------------------- | ----------------- | -------------- | ------------------------- | ----------- | ------------------------- | ------------- | --------------------------- |
| 1   | "Fish in a Barrel"                  | 12 ianuarie 2020  | 0.18           | 0.724                     | 0.08        | 0.343                     | 0.26          | 1.067                       |
| 2   | "Roanoke"                           | 12 ianuarie 2020  | 0.15           | 0.603                     | 0.08        | 0.293                     | 0.23          | 0.896                       |
| 3   | "Dark Uncle"                        | 19 ianuarie 2020  | 0.19           | 0.858                     | 0.16        | 0.630                     | 0.36          | 1.488                       |
| 4   | "Que Viene el Coco"                 | 26 ianuarie 2020  | 0.27           | 0.988                     | 0.18        | 0.662                     | 0.45          | 1.650                       |
| 5   | "Tear-Drinker"                      | 2 februarie 2020  | 0.16           | 0.567                     | 0.18        | 0.664                     | 0.34          | 1.231                       |
| 6   | "The One About the Yiddish Vampire" | 9 februarie 2020  | 0.22           | 0.792                     | 0.20        | 0.708                     | 0.42          | 1.500                       |
| 7   | "In the Pines, In the Pines"        | 16 februarie 2020 | 0.29           | 1.077                     | 0.20        | 0.620                     | 0.49          | 1.697                       |
| 8   | "Foxhead"                           | 23 februarie 2020 | 0.27           | 0.978                     | 0.21        | 0.715                     | 0.48          | 1.693                       |
| 9   | "Tigers and Bears"                  | 1 martie 2020     | 0.33           | 1.185                     | 0.20        | 0.684                     | 0.53          | 1.869                       |
| 10  | "Must/Can't"                        | 8 martie 2020     | TBD            | TBD                       | TBD         | TBD                       | TBD           | TBD                         |